# 高空殺機
《高空殺機》（英語：Flight Risk）是一部2025年美國動作驚悚片，由梅爾·吉勃遜執導，賈里德·羅森堡（Jared Rosenberg）編劇，馬克·華伯格、蜜雪兒·道克利和陶佛·葛瑞斯主演。電影講述了一名飛行員運送一名美國法警和一名政府證人穿越阿拉斯加荒野的故事，機上人員的身份及意圖受到質疑。
《高空殺機》由獅門定檔2025年1月24日在美國上映。

## 演員
- 馬克·華伯格飾演戴瑞·布斯（Daryl Booth）
- 蜜雪兒·道克利飾演瑪德琳·哈里斯（Madelyn Harris）
- 陶佛·葛瑞斯飾演溫斯頓（Winston）

## 製作
2020年12月，賈里德·羅森堡（Jared Rosenberg）編寫的《高空殺機》被票選進入好萊塢年度最受歡迎的未製作劇本「黑名單」。據2023年5月的報導，梅爾·吉勃遜將執導電影，馬克·華伯格將擔任主演。2024年1月，陶佛·葛瑞斯和蜜雪兒·道克利加入演出陣容。
《高空殺機》由艾肯製片公司及戴維斯娛樂聯合製作。傳媒資本技術（Media Capital Technologies，電影融資公司）、錘石製片室（Hammerstone Studios）和藍騎士影業（Blue Rider Pictures）也參與了製作。吉勃遜與布魯斯·戴維、約翰·戴維斯、約翰·福克斯（John Fox）一起擔任監製。
電影2023年6月在拉斯維加斯展開主要拍攝。2023年7月，劇組在內華達州梅斯基特拍攝了兩天。拍攝也在阿拉斯加州進行。2023年SAG-AFTRA大罷工期間，演员工会-美国电视和广播艺人联合会批准本片得以繼續拍攝。電影2023年8月宣告殺青。華伯格每天在拍攝禿頭飛行員的角色時剃掉部分頭髮，而不是戴禿頭帽。

## 發行
《高空殺機》由獅門定檔2025年1月24日在美國上映。電影最初預定的上映日為2024年10月18日。

## 外部連結
- 官方网站
- 互联网电影数据库（IMDb）上《高空殺機》的资料（英文）